# 1982 في رومانيا
فيما يلي قوائم الأحداث التي وقعت خلال عام 1982 في رومانيا.

## رياضة
- 12 يونيو – دوري الدرجة الأولى الروماني 1981–82 الفائز دينامو بوخارست.

## مواليد

### يناير
- 19 يناير – فلورينا باشكالاو لاعبة كرة سلة رومانية.
- 28 يناير – غابرييل مورارو لاعب كرة مضرب روماني.

### فبراير
- 7 فبراير – ديليا ماتاكي مغنية رومانية.
- 9 فبراير – يونوت مازيلو لاعب كرة قدم روماني.[1]
- 11 فبراير – فلورين لوفين لاعب كرة قدم روماني.[2]

### مارس
- 22 مارس – أفيديو بيتري لاعب كرة قدم روماني.[3]
- 22 مارس – ألينا إيورداتش لاعبة كرة يد رومانية.

### أبريل
- 8 أبريل – يوليا كوريا لاعبة كرة يد رومانية.
- 14 أبريل – آناماريا بوغدانوفيتش لاعبة كرة يد مجرية.

### مايو
- 3 مايو – تيبور مولدوفان لاعب كرة قدم روماني.[4]
- 25 مايو – فيكتور كريفوي لاعب كرة مضرب روماني.
- 27 مايو – سيبريان دينو لاعب كرة قدم روماني.[5]

### يونيو
- 5 يونيو – فالنتينا أرديان إليسي لاعبة كرة يد رومانية.
- 6 يونيو – ماريان أوبريا منافِس أوليمبي روماني.[6]
- 9 يونيو – كوننيكت ار
- 14 يونيو – ميهيلا تيفادار لاعبة كرة يد رومانية.

### يوليو
- 2 يوليو – نيكوليتا دينكا لاعبة كرة يد رومانية.
- 15 يوليو – كريستيان دانالاشي لاعب كرة قدم روماني.[7]

### أغسطس
- 11 أغسطس – ماجدالينا باراشيف لاعبة كرة يد رومانية.
- 13 أغسطس – سيباستيان ستان[8]
- 23 أغسطس – كريستيان تودور لاعب كرة قدم روماني.[9]

### سبتمبر
- 8 سبتمبر – ماريان كوزما لاعب كرة يد روماني.
- 24 سبتمبر – بوغدان أوبريا لاعب كرة قدم روماني.

### أكتوبر
- 6 أكتوبر – دانييل نيكولاي لاعب كرة قدم روماني.[10]
- 23 أكتوبر – فالنتين باديا لاعب كرة قدم روماني.[11]

### ديسمبر
- 22 ديسمبر – ديانا دوندوي عارضة رومانية.
- 27 ديسمبر – أوفيديو هوبان لاعب كرة قدم روماني.[12]

## وفيات

### يناير
- 1 يناير – يوسف عيسى حليم (مواليد 1894)